# بوبي ويت
بوبي ويت (بالإنجليزية: Bobby Witt)‏ هو لاعب كرة قاعدة أمريكي، ولد في 11 مايو 1964 في مقاطعة أرلنغتون في الولايات المتحدة.

## وصلات خارجية
- بوبي ويت على موقع دوري كرة القاعدة الرئيسي (الإنجليزية)
- بوبي ويت على موقعبيزبول رفرنس.كوم (الدوري الرئيسي) (الإنجليزية)
- بوبي ويت على موقعبيزبول رفرنس.كوم (الدوري الثانوي) (الإنجليزية)
- بوبي ويت على موقع إي إس بي إن.كوم (أم.أل.بي) (الإنجليزية)
- بوبي ويت على موقع مشجعي الرسوم البيانية (الإنجليزية)
- بوبي ويت على موقع أوليمبيديا (الإنجليزية)